# Sargodha
Sargodha (Urdu: سرگودھا) is een stad in de provincie Punjab in Pakistan. Het is de twaalfde stad van het land met in 2017 ongeveer 660.000 inwoners. De stad is in 1903 opgericht als hoofdkwartier voor de Lower Jhelum kanaalkolonie - een van de grote irrigatieprojecten van de Britse kolonisator in de Westelijke Punjab -  en werd in 1914 een officiële gemeente. In de beginjaren kampte de plaats met een epidemie van builenpest.
Sargodha is een belangrijk centrum voor de teelt van de mandarijnensoort kinnow. Deze fruitsoort was in de jaren 60 vanuit Californië overgebracht naar Sargodha als experiment; de teelt bleek dermate succesvol, dat de stad de bijnaam het Californië van Pakistan heeft gekregen.

## Geografie

### Klimaat
| Maand                                                  | jan  | feb  | mrt  | apr  | mei  | jun  | jul  | aug  | sep  | okt  | nov  | dec | Jaar  |
| ------------------------------------------------------ | ---- | ---- | ---- | ---- | ---- | ---- | ---- | ---- | ---- | ---- | ---- | --- | ----- |
| Gemiddeld maximum (°C)                                 | 19   | 22   | 28   | 34   | 39   | 40   | 37   | 35   | 35   | 32   | 26   | 21  | 40    |
| Gemiddelde temperatuur (°C)                            | 12   | 15   | 21   | 27   | 32   | 33   | 32   | 31   | 30   | 26   | 19   | 14  | 24    |
| Gemiddeld minimum (°C)                                 | 5    | 9    | 14   | 20   | 25   | 27   | 28   | 27   | 25   | 19   | 12   | 7   | 5     |
|                                                        |      |      |      |      |      |      |      |      |      |      |      |     |       |
| Neerslag (mm)                                          | 18,5 | 34,6 | 49,8 | 47,0 | 38,5 | 48,1 | 96,2 | 90,5 | 64,2 | 24,6 | 13,2 | 7,2 | 532,5 |
| Bron: Climate & Weather Averages in Sargodha, Pakistan |      |      |      |      |      |      |      |      |      |      |      |     |       |

## Bevolking
Volgens de volkstelling van 1998 woonden er in dat jaar 2.665.979 inwoners in het district Sargodha, waarvan 458.440 in de stad Sargodha. Het inwonertal van de stad groeide de daaropvolgende jaren verder tot bijna 660.000 personen in 2017, hetgeen neerkomt op een jaarlijkse bevolkingsgroei van 1,93%. Het district Sargodha telde 3.703.588 inwoners in datzelfde jaar.
| 1981    | 1998    | 2017    |
| ------- | ------- | ------- |
| 291.362 | 458.440 | 659.862 |

## Geboren
- Hamid Gul (1936-2015), Pakistaans militair